# 硬叶曲尾藓
硬叶曲尾藓（学名：Dicranum lorifolium）为曲尾藓科曲尾藓属下的一个种。

## 扩展阅读
- 維基物種上的相關：硬叶曲尾藓